# Natalia Edzgweradze
Natalia Edzgweradze (ur. 23 lipca 1975) – gruzińska szachistka i trener szachowy (FIDE Trainer od 2005), arcymistrzyni od 1999 roku.

## Kariera szachowa
W 1990 r. uczestniczyła w finale mistrzostw Związku Radzieckiego juniorek do 20 lat. Do 1995 r. czterokrotnie reprezentowała Gruzję na mistrzostwach świata i Europy juniorek, największy sukces odnosząc w 1994 r. w Matinhos, gdzie zdobyła brązowy medal mistrzostw świata do 20 lat.
W 1995 r. zajęła II m. w Laznym Bohdancu (za Igorem Dmitrijewem, przed m.in. Silvie Saljovą, Evą Repkovą i Giennadijem Rumiancewem) oraz uczestniczyła w turnieju międzystrefowym (eliminacji mistrzostw świata) w Kiszyniowie, zajmując miejsce w połowie tabeli. W 1996 r. odniosła duży sukces, samodzielnie zwyciężając (przed m.in. Jekatieriną Kowalewską) w kołowym turnieju w Moskwie, natomiast w 1998 r. podzieliła I m. (wspólnie z Mają Lomineiszwili) w finale indywidualnych mistrzostw Gruzji (ostatecznie otrzymując srebrny medal). W tym samym roku wystąpiła w męskim turnieju strefowym w Panormo, zdobywając 5½ pkt w 9 partiach, w jednej z nich odnosząc indywidualne zwycięstwo nad arcymistrzem Giennadijem Zajczikiem. W 1999 r. uczestniczyła w turnieju strefowym kobiet, rozegranym w Tbilisi. W tym samym roku zakończyła karierę szachistki.
Najwyższy ranking w karierze osiągnęła 1 stycznia 1997 r., z wynikiem 2355 punktów dzieliła wówczas 47-51. na światowej liście FIDE, jednocześnie zajmując 7. miejsce wśród gruzińskich szachistek. Od 2000 r. nie uczestniczy w turniejach klasyfikowanych przez Międzynarodową Federację Szachową.